# Exocentroides multispinicollis
Exocentroides multispinicollis là một loài bọ cánh cứng trong họ Cerambycidae.